# August Bodenstein (Bildhauer)
August Bodenstein (* 1. August 1897 in Klosterneuburg (Niederösterreich); † 3. November 1976 ebenda) war ein österreichischer Bildhauer und Restaurator.

## Leben
Den ersten Unterricht erhielt August Bodenstein durch den Bildhauer Carl Conrad Swiefert. Danach studierte er an der  Wiener Akademie der bildenden Künste die allgemeine Bildhauerschule und die Meisterklasse für Bildhauerei bei Josef Müllner. In den Jahren von 1925 bis 1927 war Bodenstein Kursleiter im Gewerbeförderungsinstitut im 9. Wiener Gemeindebezirk. Ab 1927 beteiligte er sich an den Kunstausstellungen „Heimischer Künstler Klosterneuburg“ und an den Niederösterreichischen Landesausstellungen in Tulln und Stockerau, wodurch er jeweils mit einer Goldmedaille ausgezeichnet wurde.
Bodenstein war Mitglied des Künstlerverbandes österreichischer Bildhauer nach 1945. Er schuf vor allem Groß- und Kleinplastik, Mosaike, Porträts, Aktdarstellungen, sakrale Arbeiten, Gedenktafeln, Plaketten und Medaillen. Er schuf unter anderem das Carl-Jukel-Denkmal in Schönau an der Triesting, sowie Porträt-Gedenksteine für den niederösterreichischen Landeshauptmann Johann Steinböck (Langenlois) und Landwirtschaftsminister Josef Kraus (Mistelbach). Zu seinem 25. Todestag widmete ihm seine Heimatstadt Klosterneuburg eine Gedächtnisausstellung.

## Werke (Auszug)
- Relief Dr. Engelbert Dollfuß, Gips/Holz, in die Zwischenkriegszeit zu datieren, signiert: "A. BODENSTEIN", Durchmesser 22 cm; Heeresgeschichtliches Museum, Wien
- 'Schwalben' Relieftorbogenschlußstein von August Bodenstein 1952 im Hugo Breitner Hof 1140 Wien